# Céor
Céor – rzeka we Francji, przepływająca przez teren departamentu Aveyron. Ma długość 55,8 km. Stanowi lewy dopływ rzeki Viaur.

## Geografia
Céor swoje źródła ma na płaskowyży Lévézou (część Masywu Centralnego), w gminie Arvieu. Rzeka generalnie płynie w kierunku zachodnim. Uchodzi do rzeki Viaur w Saint-Just-sur-Viaur. 
Céor w całości płynie na terenie departamentu Aveyron, w tym na obszarze 8 gmin: Arvieu (źródło), Centrès, Cassagnes-Bégonhès, Salmiech, Salles-Curan, Rullac-Saint-Cirq, Meljac, Saint-Just-sur-Viaur (ujście). 

## Dopływy
Céor ma opisanych 13 dopływów. Są to:
| - Merlanson - Ruisseau de Clauzelles - Ruisseau de Roustens - Ruisseau du Lagast - Ruisseau d'Ayssenettes - Hunargues - Glandou - Ruisseau de Prat Pendent | - Ruisseau de la Fourque - Ruisseau de Rouffenac - Ravin du Rieu - Hume - Ruisseau de Gintou - Giffou - Ruisseau Rieussec |